# 尾城九龍
尾城 九龍（おしろ くうろん）は、日本の作曲家、編曲家。

## 人物
主にGIZA studio所属アーティストの楽曲を手がける編曲家。編曲家として活動する以前は、ユニット・naamを結成し音楽活動を行っていた。
シンセサイザーを使用したダンス・ミュージック系統の楽曲を得意とし、特に初期の愛内里菜、岸本早未らの楽曲を多く手がけている。2003年からは自身が作曲した楽曲の提供も行っている。
代表曲に「恋はスリル、ショック、サスペンス」「I can't stop my love for you♥」（愛内里菜）（共に名探偵コナンOP曲）、「青い青いこの地球に」（上原あずみ）（名探偵コナンED曲）、「迷Q!?-迷宮-MAKE★YOU-」（岸本早未）（探偵学園Q OP曲）などがある。
編曲家であると同時にミュージックスクール「Oshiro Music」の代表を務め、同スクールの生徒よりAKB48、SKE48、NMB48、SHUN、新山詩織、TEMPRA KIDSを手掛ける作曲家・編曲家を輩出している。
尾城九龍のおもしろ音楽講座（YAHOO BLOG）では、ジャズ、ロック、ヒップホップ、テクノ等を独自の視点で紹介している。

## 作品提供

### 作曲・編曲
- Caroline Bop「熱情」「赤の時代」（作曲はすべてYukuとの共作）
- 下田隼成「I'm here」「SPIRIT」

### 編曲
- 愛内里菜
  - 「Close To Your Heart」「Black eyes,Blue tears」「It's crazy for you」「golden moonlight」「Ohh! Paradise Taste!!」「恋はスリル、ショック、サスペンス」「光色のかけら」「be happy?」「Can you feel my…?」「Dear…。From…。」「be happy.」「FAITH」「green way」「Rainbow」「Rosemary」「I can't stop my love for you♥」「WISH」「Sincerely Yours」「ALRIGHT」「PLAYGIRL」「抱きしめて」
- 上原あずみ
  - 「青い青いこの地球に」「Special Holynight」「fly away」「Bye Bye My BLUE SKY」「人生ゲーム」「Song for you～精一杯力一杯～」「Shiny way」
- Caroline Bop
  - 「VOLUME 21」
- 岸本早未
  - 「迷Q!?-迷宮-MAKE★YOU-」「愛する君が傍にいれば」「カマワナイデ」「SODA POP」「みえないストーリー（TV on air version）」「NON-FICTION・GAME」「epilogue」
- 北原愛子
  - 「優しい風」
- 小松未歩
  - 「夢と現実の狭間」「雨が降る度に」（北野正人との共作）「As <everyplace ver.>」
- sweet velvet
  - 「Blue｣「fairplay -album mix-」「Over」
- 菅崎茜
  - 「星に願いを～I wish upon a star～」「La La La・・～夢をみつめたままで～」
- 竹井詩織里
  - 「hide & seek」
- Fayray
  - 「Stay」
- 松橋未樹
  - 「YOUR SMILE」「いつまでも愛を包もう」「I'm in love with you」「Let me do,Let me touch」「Best Friends」